# Максимов Олексій Іванович
Олексій Іванович Максимов (20 лютого 1903, село Мішньово Калузького повіту Калузької губернії, тепер Калузької області, Російська Федерація — червень 1965, місто Москва, тепер Російська Федерація) — радянський діяч, міністр сільського господарства РРФСР. Депутат Верховної ради РРФСР 3-го скликання. Депутат Верховної Ради СРСР 2-го скликання. 

## Життєпис
Народився в селянській родині. У 1919 році вступив до комсомолу, був обраний секретарем сільського комсомольського осередку села Фролово Калузького повіту Калузької губернії. У 1920 році обраний членом Калузького повітового комітету комсомолу.
У 1921—1929 роках — секретар Калузького повітового комітету комсомолу; заступник відповідального секретаря Калузького губернського комітету комсомолу. Член РКП(б) з 1922 року.
У 1929—1938 роках — відповідальний секретар Перемишльського районного комітету ВКП(б) Московської області; відповідальний секретар Рязького районного комітету ВКП(б) Московської області; 1-й секретар Рибновського районного комітету ВКП(б) Московської області; 1-й секретар Пушкінського районного комітету ВКП(б) Московської області.
У 1938 році — завідувач сільськогосподарського відділу Московського обласного комітету ВКП(б).
У 1938—1940 роках — заступник голови виконавчого комітету Московської обласної ради депутатів трудящих.
У лютому 1940 — травні 1947 року — секретар Московського обласного комітету ВКП(б). Займався питаннями сільського господарства.
У липні 1941 — січні 1943 року — член Московського обласного Штабу партизанського руху. Брав участь в організації оборони Москви, був одним із керівників партизанського руху на окупованих територіях Московської області.
13 травня 1947 — 1 квітня 1953 року — міністр сільського господарства Російської РФСР.
Потім — персональний пенсіонер союзного значення в Москві.
Помер на початку червня 1965 року в Москві. Похований на Новодівичому цвинтарі Москви (4 дільниця).

## Нагороди
- орден Леніна (1944)
- орден Трудового Червоного Прапора (1943)
- медаль «Партизанові Вітчизняної війни» І ст.
- медаль «За оборону Москви»
- медаль «За перемогу над Німеччиною у Великій Вітчизняній війні 1941—1945 рр.» (1945)
- медаль «За доблесну працю у Великій Вітчизняній війні 1941—1945 рр.» (1945)
- медалі